# Липкинское сельское поселение
Липкинское се́льское поселе́ние — муниципальное образование в Ромодановском районе Мордовии Российской Федерации.
Административный центр — посёлок Липки.

## История
Статус и границы сельского поселения установлены Законом Республики Мордовия от 1 декабря 2004 года № 99-З «Об установлении границ муниципальных образований Ромодановского муниципального района, Ромодановского муниципального района и наделении их статусом сельского поселения и муниципального района».
Законом от 17 мая 2018 года N 46-З Вырыпаевское сельское поселение и сельсовет были упразднены, а входившие в их состав населённые пункты (село Вырыпаево и деревня Новотроицкая Горка) были включены в состав Липкинского сельского поселения и сельсовета с административным центром в посёлке Липки.

## Население
| 2002 | 2010 | 2012 | 2013 | 2014 | 2015 | 2016 |
| ---- | ---- | ---- | ---- | ---- | ---- | ---- |
| 489  | ↘419 | ↘411 | ↗417 | ↘411 | ↘392 | →392 |
| 2017 | 2018 | 2019 | 2020 | 2021 |      |      |
| ↘381 | ↘377 | ↗575 | ↘564 | ↘561 |      |      |

## Состав сельского поселения
| № | Населённый пункт   | Тип населённого пункта          | Население |
| - | ------------------ | ------------------------------- | --------- |
| 1 | Вырыпаево          | село                            | ↘218      |
| 2 | Липки              | посёлок, административный центр | ↘393      |
| 3 | Молодые Всходы     | деревня                         | ↘1        |
| 4 | Новотроицкая Горка | деревня                         | ↗11       |
| 5 | Раздолье           | посёлок                         | ↘25       |